# Nambucca Heads
Nambucca Heads är en ort i Australien. Den ligger i kommunen Nambucca Shire och delstaten New South Wales, i den sydöstra delen av landet, omkring 400 kilometer nordost om delstatshuvudstaden Sydney.
Nambucca Heads är det största samhället i trakten. Genomsnittlig årsnederbörd är 1 765 millimeter. Den regnigaste månaden är februari, med i genomsnitt 289 mm nederbörd, och den torraste är oktober, med 29 mm nederbörd.